# Uralské eposy
Uralskými eposy míníme národní, většinou umělé eposy uralských národů. Národní epos je žánrově určen především svou společenskou a politickou rolí jako odkaz ke společným kořenům, dějinám, mravním a jiným duchovním hodnotám, jež společně konstituují národ. Národní epos tyto nemusí pouze artikulovat, nýbrž je může také vytvářet. Formálně i tematicky se může lišit od eposu lidového či eposu definovaného na textovém, nikoli kontextovém základě, tedy jako dlouhý, často veršovaný text se syžetem boje hrdiny s nepřítelem či podobně. Národní epos také nemusí patřit cele do ústní slovesnosti, není založen jen v ní. Roli národního eposu, a tedy kritérium pro označení za národní epos, tak může splňovat i text, jenž není v úzkém žánrovém vymezení eposem. Například sbírku básní Beaivi, áhčážan Nilse Aslak Valkeapääho lze označit za národní epos Sámů právě s ohledem na její roli při konstituci moderního sámského národa.
Uralské národní eposy čerpají především z trojí tradice: 1. z tradice Kalevaly (samozřejmě s výjimkou jí samotné), resp. Kalevipoegu; 2. z ústní slovesnosti národa, jemuž je epos primárně určen; 3. ze západní literární tradice obecně, z ní pak nejvíce z eposů a hymnů antických.

## Seznam eposů (od západu k východu)
- Sámové - Anders Fjellner: Päiven pardne (Syn Slunce, 1873);[5] Erik Nilsson-Mankok: Epose (1977); Nils-Aslak Valkeapää - Beaivi, áhčážan (Slunce, můj otec, 1988)[6]
- Meänkielijci - Bengt Pohjanen: Faravidin maa (Faravidova říše, 2013, č. 2016)[7]
- Finové - Elias Lönnrot: Kalevala (1849, č. 1894),[8] Arvo Survo: Suur-synty Kiesus (2006)[9]
- Vepsové - Nina Zaitseva: Virantanaz (2012)[10]
- Ingrijci - Mirja Kemppinen: Liekku (2013)[11]
- Estonci - Friedrich Reinhold Kreutzwald: Kalevipoeg (1857-61, č. výbor 1959)
- Setuové - Anne Vabarna: Peko (1927-30, vyd. 1995)[12]
- Mordvíni - Dmitrij Morskoj: Nuvazi - Píseň o Mordvínech (1930, rusky); Vasilij Radajev: Sijažar (1960, erza-mordvínsky) a Píseň o knížeti Ťušťovi (50. léta, vyd. 1991, erza-mordvínsky); Jakov Kuldurkajev: Ermez (30. léta, vyd. 1994); Aleksandr Šaronov: Mastorava (1994, mokša-mordvínsky)
- Marijci - Sergej Čavajn, Olyk Ipaj a Osyp Šabdar: Zpěv o bohatýru Čotkarovi (20.–30. léta, rukopis zničen v roce 1937 ve stalinských čistkách spolu s autory); Anatolij Spiridonov: Jugorno (2002, rusky); Pet Persut: Kytky süan (Mravenčí svatba, 1984)
- Komi - Kallistrát Žakov: Biarmija (1916, vyd. 1993, rusky); Anatolij Mikušev: Komijské národní epos (1987)
- Udmurti - Michail Chuďakov: Dorvyžy (1922, vydáno 2004)
- Mansijci - Michail Plotnikov: Jangal-maa (Na konci světa, 1933)